# Oyster Bay, New South Wales

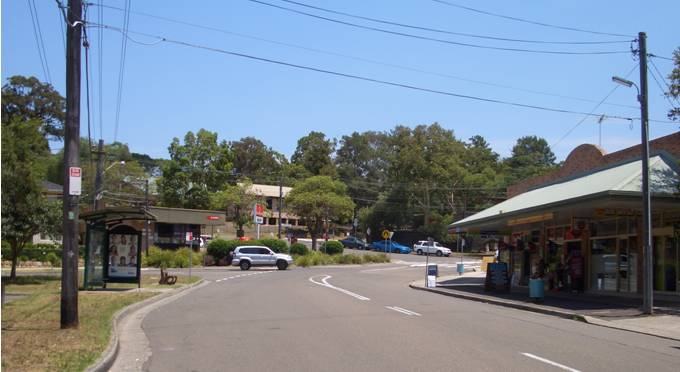
Oyster Bay, Sydney

Oyster Bay este o suburbie în Sydney, Australia.